# (3936) Эльст
(3936) Эльст (лат. Elst), временное обозначение 2321 T-3 — каменный астероид семейства Весты из внутренних областей главного пояса, который был открыт 16 октября 1977 года двумя голландскими астрономами —  Ингрид и Корнелис Йоханнес ван Хаутен в Лейдене, по фотопластинке, принятой голландско-американским астрономом Томом Герельсом в Паломарской обсерватории США и назван в честь бельгийского астронома Эрика Вальтера Эльста.